# Gare de Saales
Gare de Saales – stacja kolejowa w miejscowości Saales, w departamencie Dolny Ren, w regionie Grand Est, we Francji. Jest zarządzana przez SNCF i obsługiwana przez pociągi TER Alsace.

## Położenie
Znajduje się na linii Strasburg – Saint-Dié, na km 61,622, między stacjami Bourg-Bruche i Colroy – Lubine, na wysokości 549 m n.p.m.

## Historia
Stację otwarto w 1889 przez Direction générale impériale des chemins de fer d’Alsace-Lorraine, kiedy otwarto odcinek linii Rothau do Saales.

## Linie kolejowe
- Strasburg – Saint-Dié